# Panelus kalimantanicus
Panelus kalimantanicus là một loài bọ cánh cứng trong họ Bọ hung (Scarabaeidae).